# Base aérea de Lichfield
A Base aérea de Lichfield, também conhecida como Aeródromo de Fradley, foi um complexo militar de treino operacional entre 1940 e 1958. Situado em Fradley, Lichfield, na Inglaterra, foi o aeródromo mais movimentado da sua região durante a Segunda Guerra Mundial.